# Козани
Коза́ни (греч. Κοζάνη) — город на севере Греции, в Македонии. Город расположен на высоте 710 метров над уровнем моря, на краю плодородной равнины в котловине между горами Вермион и Вуринос, открывающейся к долине реки Альякмон, в 25 километрах к югу от Птолемаиса, в 105 километрах к юго-западу от Салоник и в 307 километрах к северо-западу от Афин. Административный центр одноимённой общины, одноимённой периферийной единицы и периферии Западная Македония. Население города составляет 41 066 человек по переписи 2011 года.
Климат области континентальный с холодной и сухой зимой и жарким летом.
В Козани находится кафедра Сервийской и Козанийской митрополии Элладской православной церкви.

## История
Город основан в XV веке в период османского владычества. Был центром греческой культуры. В 1746—1750 гг. в городе преподавал Евгений Вулгарис. В городе была создана библиотека, сохранившаяся до настоящего времени и являющаяся второй по величине в стране после Национальной библиотеки.
В ходе Первой Балканской войны 11 октября 1912 года город заняли греческие войска.
В ходе немецкого вторжения в Грецию 13 апреля 1941 года в районе города произошло единственное за всю кампанию танковое сражение, в котором немецкие танки 33-го танкового полка 9-й танковой дивизии вермахта вступили в бой с бронетехникой английского экспедиционного корпуса. В этом бою были уничтожены два британских самоходных орудия и 4 немецких танка (два PzKpfw IV, один PzKpfw II и PzKpfw I), после чего английские войска отступили. 14 апреля 1941 года немецкие части заняли Козани. 
В Козани расположены университеты ΤΕΙ Западной Македонии и Университет Западной Македонии, в которых обучается около 15000 студентов со всей Греции и из других мест.

## Экономика и транспорт
Зона известна для продукции шафрана (Крокос Козанис). В зоне Козани тепловые электростанции, используя местные лигниты, производят 80 % электрической энергии страны.
Севернее Козани проходит автострада 2 «Эгнатия». Автострада 27 соединяет Козани и Птолемаис. Национальная дорога 3 связывает Козани и Ларису. Национальная дорога 4 связывает Козани и Александрию. Национальная дорога 20 соединяет Козани и Янину, оканчиваясь в Молисте. В 5 километрах к востоку от Козани находится аэропорт.
Из Козани в Аминдеон ведёт железная дорога.

## Города-побратимы
- Бристол, США
- Толука-де-Лердо, Мексика
- Тырговиште, Болгария
- Яссы, Румыния